# Katakura Murasada
Katakura Murasada (片倉村定, 1676-1744) est un samouraï de l'époque d'Edo. Important obligé du domaine de Sendai, il est d'abord connu sous le nom de « Muratoshi » (村利). Retiré en 1743 en faveur de son fils Murakiyo, Murasada est le 7e Katakura kojūrō.

## Source
- (en) Cet article est partiellement ou en totalité issu de l’article de Wikipédia en anglais intitulé « Katakura Murasada » (voir la liste des auteurs).